# Nuraghe Baccattina
Il nuraghe Baccattina  è ubicato nell'omonima località, poco distante dal centro abitato di Siligo, in cima ad una collina ed attualmente è in gran parte interrato e coperto da una fitta vegetazione.

## Descrizione
Si tratta di un nuraghe di forma ellittica (diam. 9,70 sull'asse N-S e 7.50 lungo quello E-O) che, in alcune parti del paramento, sfrutta la roccia naturale. La muratura, in gran parte crollata, è costituita da grossi massi basaltici e pietre calcaree.